# Mirosław Ossowski
Mirosław  Jan Ossowski – polski literaturoznawca, dr hab. nauk humanistycznych, profesor Katedry Filologii Wszechnicy Mazurskiej i Instytutu Filologii Germańskiej Wydziału Filologicznego Uniwersytetu Gdańskiego.

## Życiorys
W 1977 r. ukończył studia filologii germańskiej na Uniwersytecie Jagiellońskim, w 1996 r.  habilitował się na podstawie pracy zatytułowanej Der kritische Provinzroman in der Weimarer Republik. W 2013 r. uzyskał tytuł profesora nauk humanistycznych. Pracował w Instytucie Filologii Germańskiej na Wydziale Filologicznym Uniwersytetu Rzeszowskiego.
Był profesorem nadzwyczajnym w Instytucie Filologii Germańskiej na Wydziale Filologiczno-Historycznym Uniwersytetu Gdańskiego.
Został zatrudniony na stanowisku profesora w Instytucie Filologii Germańskiej na Wydziale Filologicznym Uniwersytetu Gdańskiego, oraz w Katedrze Filologii Wszechnicy Mazurskiej.
Jest dyrektorem w Instytucie Filologii Germańskiej na Wydziale Filologicznym Uniwersytetu Gdańskiego.